# Gornja Bunuša
Gornja Bunuša (cyr. Горња Бунуша) – wieś w Serbii, w okręgu jablanickim, w mieście Leskovac. W 2011 roku liczyła 541 mieszkańców.